# HK이노엔
HK inno.N(영어: HK inno.N Corp., 한국: 195940)은 대한민국의 제약 기업이다.

## 역사
- 1984년 제일제당이 유풍제약을  인수하여[1] 제일제당 제약사업부로 시작하였으며 2014년 CJ헬스케어로 분사했고, 2018년 4월 한국콜마에 인수됐다.[2] 2020년 4월에는 ‘HK이노엔’이라는 새로운 사명을 발표했다.[3]
- HK이노엔은 전문의약품과 원료의약품, 헬스, 뷰티, 음료 사업을 영위하고 있다.

- 전문의약품 분야에서는 1986년 B형 간염 백신인 ‘헤팍신-B’를 국내 최초로 출시해[4] 간염 치료에 획기적인 전기를 마련했으며, 1992년 국내 최초로 유리병이 아닌 Safe-flex bag을 사용한 수액제를 생산[5]하면서 의료환경을 개선했다.
- 당시 수입에 의존하고 있던 신성 빈혈치료제인 EPO제제(제품명 에포카인)를 1998년 국내 최초, 세계 3번째로 개발했다.[6]
- 2010년에는 오송 공장을 준공했고, 2020년 같은 위치에 수액 신공장을 준공해 2022년 6월 본격 가동을 시작했다.[7]
- 대한민국 30호 신약으로 허가 받은 위식도역류질환 신약 케이캡정(성분명 테고프라잔)은 2024년 1,969억 원의 원외처방실적을 거두며 국산 블록버스터 신약으로 자리잡았다.[8]
- 케이캡은 해외 53개국에 진출하며 국산 신약으로서 글로벌 시장을 적극 공략하고 있다. 미국, 중국, 브라질 등 대형 시장에 기술수출했고, 국내는 물론 중국, 필리핀, 멕시코, 페루 등 15개국에 출시됐다.[9]
- HK이노엔은 전문의약품 외에도 숙취해소제 컨디션, 갈증해소음료 헛개수에 이어 제로칼로리 아이스티 '티로그'를 선보였고[10],  더마화장품 브랜드 ‘클레더마’, 탈모/두피 헤어케어 브랜드 ‘스칼프메드’, 슬로에이징 스킨케어 브랜드 ‘비원츠’ 등을 잇따라 런칭하며 생활건강케어 분야로 사업을 확대하고 있다.[11]

## 제품

### 전문의약품
- 케이캡 (대한민국 30호 신약/위식도역류질환)
- 수액제 (기초, 특수, 종합영양수액)
- 다파엔 (당뇨)
- 크레메진 (만성신부전증)
- 로바젯 (이상지질혈증)
- 안플레이드 (만성동맥폐색증)
- 엑스원 (고혈압)
- 헤르벤 (고혈압)
- 캄토프 (항암)

### 헬스케어 제품
- 컨디션헛개 (숙취해소음료)
- 컨디션레이디
- 컨디션CEO
- 컨디션 제로 스파클링
- 컨디션환
- 컨디션스틱
- 헛개수
- 티로그 (제로칼로리 아이스티)
- 티로그 스파클링
- 새싹보리차
- 새싹보리블랙
- 비원츠 (슬로에이징 스킨케어 브랜드)
- 스칼프메드 (탈모/두피 헤어케어)
- 클레더마 (더마화장품)